# Olea lancea
Espèce
Classification phylogénétique
Olea lancea, le bois d'olive blanc, est une espèce de plantes à fleurs de la famille des Oléacées. C'est un arbuste à feuillage persistant , originaire de Madagascar et des Mascareignes.

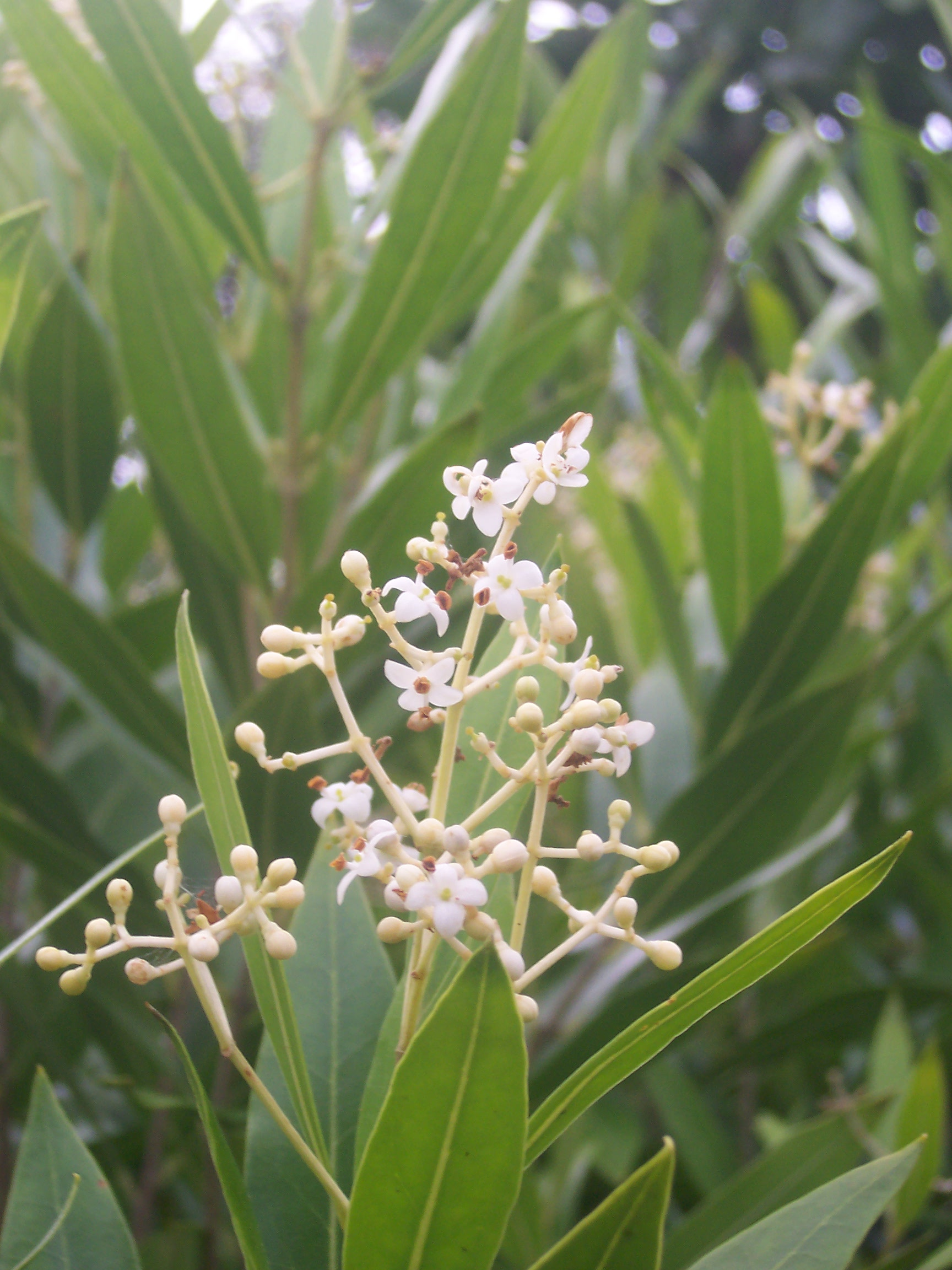
Bois d'olive blanc en fleurs à la réserve naturelle de Grande Montagne à l'île Rodrigues.

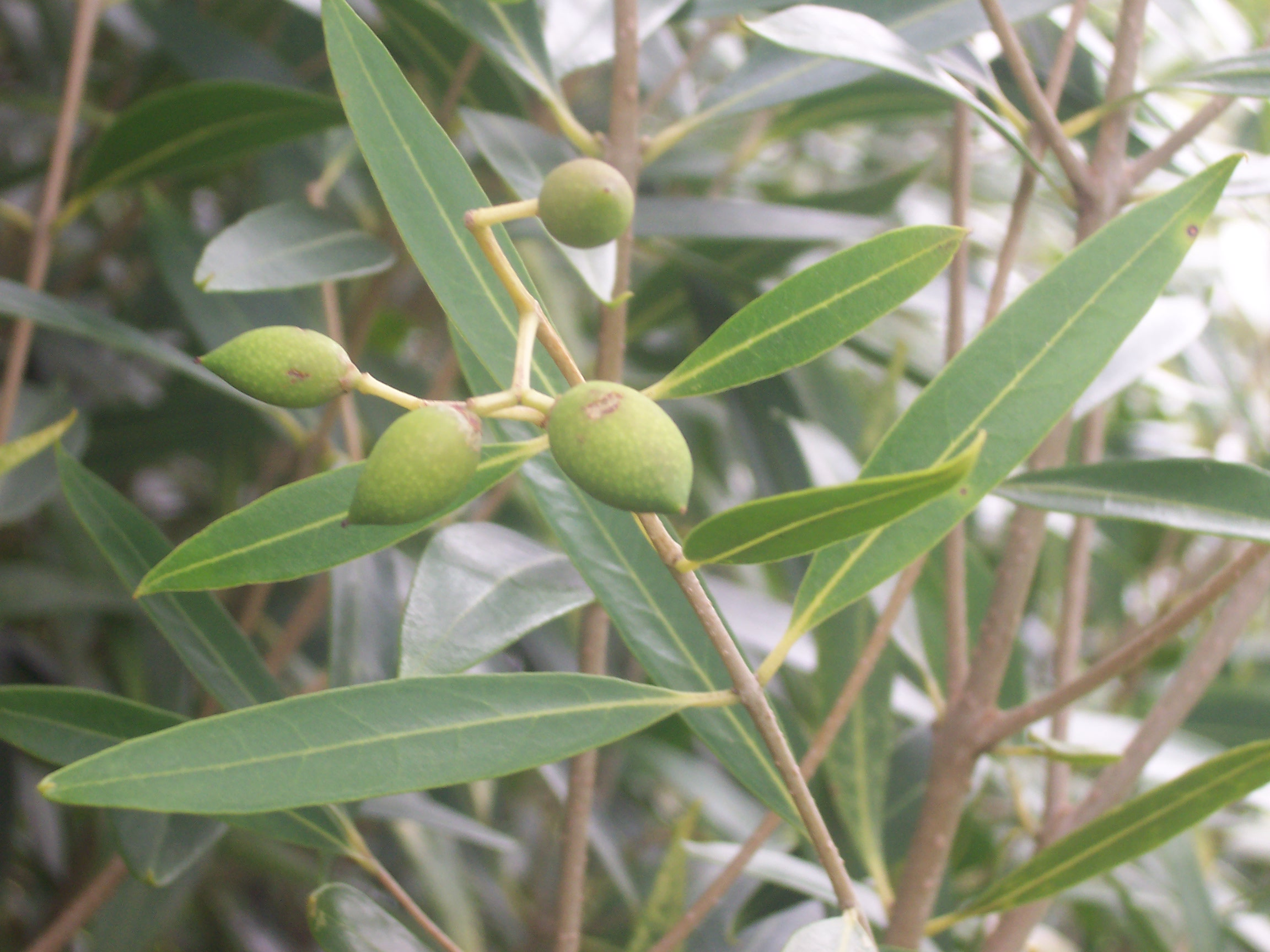
Bois d'olive blanc en fruits à la réserve naturelle de Grande Montagne à l'île Rodrigues.

## Description

### Appareil végétatif
Olea lancea est un arbrisseau (ou arbuste rameux) de 2 à 6 m de hauteur ou plus. Les jeunes pousses sont glabres.
Les pétioles  ont 3 à 7 (ou 10) mm de long. Les feuilles sont opposées, simples, le plus souvent entières, sans domaties, glabres. Le limbe est très étroitement ovale ou oblong, aigu au sommet, cunéiforme à la base, coriace, vert foncé et luisant à la face supérieure, glabre sur la face inférieure, à marge révolutée.

### Appareil reproducteur
Les inflorescences sont des thyrses composés, terminaux et aux aisselles des feuilles supérieures. Les fleurs sont blanches.
Les fruits sont de petites drupes ovales de 0,5 à 1 cm de long, de couleur verte devenant noire à maturité. Leur noyau très dur contient une seule graine.

## Répartition et habitat
Cette espèce a été rapportée des territoires suivants :
- Rodrigues (île) : haute vallée de la Baie sur Huitres, Grande Montagne ;
- Île Maurice : Cascade Alexandra, Chutes Tamerind, Réserve Perrier ;
- La Réunion : Grande-Chaloupe, Cirque de Mafate, Plaine d'Affouches, Dos d'Âne, Cirque de Cilaos, Bras de Benjoin, Cré de la Jument, Ravine Tamarin ;
- Madagascar : Diego-Suarez, Montagne d'Ambre, Fort-Dauphin, forêt de Petriky, Toliara ;

Cette espèce se trouve dans les forêts d’altitude.

## Utilisations
C’est un arbuste d’ornement, utilisé en restauration écologique. Le bois a été autrefois utilisé en ébénisterie.
En vue du reboisement, des plants peuvent être obtenus à partir de noyaux traités en vue de la germination en pépinière (dépulpage, stratification et attaque acide). Des essais de bouturage sont en cours.

## Sources
Pour des articles plus généraux, voir Oleaceae et Olea.